# Telescopus pulcher
Espèce
Synonymes
- Migiurtinophis pulcher Scortecci, 1935

Telescopus pulcher  est une espèce de serpents de la famille des Colubridae.

## Répartition
Cette espèce se rencontre en Somalie et en Éthiopie.

## Description
L'holotype de Telescopus pulcher, un mâle, mesure 450 mm dont 69 mm pour la queue.

## Publication originale
- Scortecci, 1935 : Un nuovo genere e una nuova specie di Colubridi Opisoglifi della penisola dei Somali. Annali del Museo civico di storia naturale Giacomo Doria, vol. 59, p. 1-5 (texte intégral).